# 2022년 태풍
이 문서에서는 2022년에 발생한 태풍들의 활동에 대해 기록하였다. 2022년 4월 8일에 제1호 태풍 말라카스가 발생한 것을 시작으로 2022년에 발생한 태풍은 총 25개인데, 이는 1971년 ~ 2000년 평균 발생 개수인 26.7개보다 낮은 수치이며, 1981년 ~ 2010년 평균 발생 개수인 25.6개, 1991년 ~ 2020년 평균 발생 개수인 25.1개와는 같은 수치이다.

## 통계

### 월별 태풍 발생 개수
| -                                 | 1월       | 2월       | 3월       | 4월       | 5월       | 6월       | 7월       | 8월        | 9월        | 10월       | 11월       | 12월       | 합계 |
| --------------------------------- | --------- | --------- | --------- | --------- | --------- | --------- | --------- | ---------- | ---------- | ---------- | ---------- | ---------- | ---- |
| 2022년                            | 0 (0)     | 0 (0)     | 0 (0)     | 2 (2)     | 0 (0)     | 1 (3)     | 3 (6)     | 5 (11)     | 7 (17)     | 6 (23)     | 1 (24)     | 1 (25)     | 25   |
| 30년 평균 (1971~2000년)           | 0.5 (0.5) | 0.1 (0.6) | 0.4 (1.0) | 0.8 (1.8) | 1.0 (2.8) | 1.7 (4.5) | 4.0 (8.5) | 5.5 (14.0) | 5.0 (19.0) | 3.9 (22.9) | 2.5 (25.4) | 1.3 (26.7) | 26.7 |
| *괄호 안의 숫자는 누적 태풍 수임. |           |           |           |           |           |           |           |            |            |            |            |            |      |

### 태풍 이름
| - 제1호 태풍 말라카스 (2201) - 제2호 태풍 메기 (2202) - 제3호 태풍 차바 (2203) - 제4호 태풍 에어리 (2204) - 제5호 태풍 송다 (2205) - 제6호 태풍 트라세 (2206) - 제7호 태풍 무란 (2207) |  | - 제8호 태풍 메아리 (2208) - 제9호 태풍 망온 (2209) - 제10호 태풍 도카게 (2210) - 제11호 태풍 힌남노 (2211) - 제12호 태풍 무이파 (2212) - 제13호 태풍 므르복 (2213) - 제14호 태풍 난마돌 (2214) | - 제15호 태풍 탈라스 (2215) - 제16호 태풍 노루 (2216) - 제17호 태풍 꿀랍 (2217) - 제18호 태풍 로키 (2218) - 제19호 태풍 선까 (2219) - 제20호 태풍 네삿 (2220) - 제21호 태풍 하이탕 (2221) | - 제22호 태풍 날개 (2222) - 제23호 태풍 바냔 (2223) - 제24호 태풍 야마네코 (2224) - 제25호 태풍 파카르 (2225) |

## 특징
- 강한 연직시어로 인해 2022년 제4호 태풍 에어리부터 2022년 제9호 태풍 망온까지 6번 연속 열대폭풍이 발생하였고, 2022년 제21호 태풍 하이탕부터 2022년 제25호 태풍 파카르까지 5번 연속 열대폭풍이 발생하였다.
- 2022년 제11호 태풍 힌남노는 사상 최초로 북위 25도 이북에서 발생한 슈퍼태풍으로, 일생 동안 한번도 북위 20도 아래로 내려오지 않았음에도 중심기압 920hPa, 최대풍속 105kt까지 발달하였다. 그리고 제11호 태풍 힌남노는 대한민국 상륙 태풍 역대 4위인 1조 7,300억 원이라는 재산 피해를 남겨 2003년 제14호 태풍 매미 이후 19년만에 대한민국 기상청에서 제명 신청을 하였다.
- 2022년 제14호 태풍 난마돌은 힌남노보다 더 낮은 중심기압인 910hPa을 기록했고, 2022년 12월 20일에 발표된 일본 기상청의 2022년 제14호 태풍 난마돌의 사후 해석에서 최종적으로 확정되었다.

## 활동한 태풍

### 제1호 태풍 말라카스(제명)
2022년 제1호 태풍 말라카스(MALAKAS)는 4월 8일 9시에 중심기압 1000hPa, 최대풍속 18m/s, 강풍 반경 330km의 열대폭풍으로 미국 괌 남쪽 약 970km 부근 해상에서 발생하였다.(일본 기상청 태풍 정보 속보치 기준) 발생 이후 서북서~북북서진하며 발달 부진을 겪다가 북위 16도에서 북동진으로 전향한 이후로 북위 20도를 넘기 전까지 북서태평양의 높은 수온과 약한 윈드시어로 인해 북동진하며 급발달하였고, 4월 13일 21시에 미국 괌 북서쪽 약 980km 부근 해상에서 중심기압 945hPa, 최대풍속 46m/s의 '매우 강한' 태풍으로 최성기를 맞이하였다. 최성기 이후 매우 빠르게 북북동진하며 온대저기압화가 진행되었고, 일본 기상청 기준으로는 4월 16일 3시에 일본 도쿄 남동쪽 약 720km 부근 해상에서 중심기압 976hPa의 온대저기압으로 변질되었다고 발표하였다.(한국 기상청 기준으로는 중심기압 975hPa의 온대저기압으로 변질되었다.) 태풍 말라카스로 인해 일본 오가사와라 제도에 속한 일본 도쿄도 오가사와라촌 지치지마섬의 공식 관측소에서 2022년 4월 15일 8시 42분에 순간최대풍속 46.5m/s를 기록하였다. 
2023년 제55차 태풍위원회 회의에서 그리스어로 '자위하는 남자' 라는 뜻이 있어 부적합한 이름으로 분류할 수 있다는 이유로 제명이 결정되었다. 말라카스는 필리핀에서 제출한 이름으로 '강력함'을 의미한다.

### 제2호 태풍 메기(제명)
2022년 제2호 태풍 메기(MEGI)는 4월 10일 9시에 중심기압 998hPa, 최대풍속 18m/s, 강풍 반경 280km의 열대폭풍으로 필리핀 세부 동북동쪽 약 230km 부근 해상에서 발생하였다.(일본 기상청 태풍 정보 속보치 기준) 발생 이후 추가 발달 없이 레이테만에서 거의 정체하다가 4월 11일 6시에 중심기압 1000hPa, 최대풍속 18m/s, 강풍 반경 220km의 세력으로 필리핀 레이테섬에 상륙하였다. 레이테섬 상륙 이후 레이테만으로 다시 빠져나간 뒤 거의 정체하다가 4월 11일 18시에 중심기압 1000hPa, 최대풍속 18m/s의 세력으로 필리핀 사마르섬에 상륙하였다. 레이테만으로 다시 진출한 뒤 거의 정체하면서 맴돌다가 4월 12일 3시에 중심기압 1000hPa, 최대풍속 18m/s의 세력으로 필리핀 사마르섬에 다시 상륙한 이후 육상 마찰과 태풍 말라카스와의 후지와라 효과로 인해 약화되면서 필리핀해로 진출하였고, 한국 기상청 기준으로는 4월 12일 9시에 필리핀 세부 동북동쪽 약 230km 부근 해상에서 중심기압 1002hPa의 열대저압부로 소멸하였다고 발표하였다. 일본 기상청 기준으로는 4월 12일 15시에 필리핀 세부 북동쪽 약 243km 부근 해상에서 중심기압 1002hPa의 열대저압부로 소멸하였다고 발표하였다. 무려 사망 및 실종자가 약 370명이나 되는 이 태풍은 2023년 제55회 태풍위원회 회의에서 사상자가 너무 많다는 이유로 제명되었다. 메기는 대한민국에서 제출한 이름으로 메기(어류)를 의미한다.

### 제3호 태풍 차바
2022년 제3호 태풍 차바(CHABA)는 6월 30일 9시에 중심기압 994hPa, 최대풍속 18m/s, 강풍 반경 440km(동쪽 반경)의 열대폭풍으로 필리핀 마닐라 서북서쪽 약 640km 부근 해상(남중국해)에서 발생하였다.(일본 기상청 태풍 정보 속보치 기준) 발생 이후 북북동~북서진하며  남중국해의 높은 수온과 약한 윈드시어로 인해 북서진하며 발달하였고, 7월 2일 9시에 중국 잔장 동남동쪽 약 150km 부근 해상(남중국해)에서 중심기압 965hPa, 최대풍속 36m/s의 '강한' 태풍으로 최성기를 맞이하였다. 최성기 이후 북북서진하며 7월 2일 18시에 중심기압 970hPa, 최대풍속 33m/s의 세력으로 중국 광둥성 마오밍시에 상륙하였다. 상륙 이후 육상마찰로 급약화되어서 7월 3일 15시에 중국 잔장 북쪽 약 380km 부근 육상(광시 좡족 자치구 우저우시)에서 중심기압 994hPa의 열대저압부로 소멸하였다고 발표하였다.(한국 기상청 기준으로는 중심기압 992hPa의 열대저압부로 소멸하였다.) 차바는 태국에서 제출한 이름으로 열대의 꽃을 의미한다.

### 제4호 태풍 에어리
2022년 제4호 태풍 에어리(AERE)는 7월 1일 9시에 중심기압 1002hPa, 최대풍속 18m/s, 강풍 반경 330km(동쪽 반경)의 열대폭풍으로 일본 오키나와 남남동쪽 약 760km 부근 해상에서 발생하였다.(일본 기상청 태풍 정보 속보치 기준) 발생 이후 북북서~북서진하며 발달하였고, 7월 2일 21시에 일본 오키나와 서쪽 약 20km 부근 해상(동중국해)에서 중심기압 994hPa, 최대풍속 23m/s의 열대폭풍으로 최성기를 맞이하였다. 최성기 이후 동중국해로 진출한 뒤 북위 28도에서 북동진으로 전향하였고 높은 연직시어와 육상 마찰로 인해 약화되어서, 한국 기상청 기준으로는 7월 5일 3시에 일본 가고시마 북서쪽 약 180km 부근 해상(동중국해)에서 중심기압 1000hPa의 열대저압부로 소멸하였다고 발표하였다. 일본 기상청 기준으로는 7월 5일 9시에 일본 가고시마 북동쪽 약 158km 부근 육상(일본 구마모토현 아소시)에서 중심기압 1002hPa의 온대저기압으로 변질되었다고 발표하였다. 에어리는 미국에서 제출한 이름으로 폭풍을 의미한다.

### 제5호 태풍 송다
2022년 제5호 태풍 송다(SONGDA)는 7월 28일 21시에 중심기압 1002hPa, 최대풍속 18m/s, 강풍 반경 560km(북동쪽 반경)의 열대폭풍으로 미국 괌 북북서쪽 약 1,180km 부근 해상에서 발생하였다.(일본 기상청 태풍 정보 속보치 기준) 발생 이후 북북서~서북서진하며 악하게 발달하였고, 7월 29일 21시에 일본 가고시마 남남서쪽 약 210km 부근 해상에서 중심기압 1000hPa, 최대풍속 21m/s의 열대폭풍으로 최성기를 맞이하였다. 최성기 이후 서북서~북북서진하면서 강한 연직시어 그리고 건조한 공기의 유입, 몬순 저기압 기반으로 발달한 태풍 자체의 부실한 구조로 인해 약화되어서, 8월 1일 3시에 대한민국 전라남도 목포시 서쪽 약 310km 부근 해상(황해)에서 중심기압 998hPa의 열대저압부로 소멸하였다고 발표하였다. 송다는 베트남에서 제출한 이름으로 강의 이름이다.

### 제6호 태풍 트라세
2022년 제6호 태풍 트라세(TRASES)는 7월 31일 9시에 중심기압 998hPa, 최대풍속 18m/s, 강풍 반경 390km(동쪽 반경)의 열대폭풍으로 일본 오키나와 북서쪽 약 20km 부근 해상에서 발생하였다.(일본 기상청 태풍 정보 사후 해석 반영) 발생 이후 건조한 공기의 유입, 몬순 저기압 기반으로 발달한 태풍 자체의 부실한 구조로 인해 추가 발달 없이 북~북북서진하다가 제주도를 관통한 뒤 8월 1일 15시에 중심기압 1000hPa, 최대풍속 18m/s의 세력으로 대한민국 전라남도 해남군에 상륙하였다. 전라남도 해남군 상륙 이후 북진하며 서해로 진출하였고, 일본 기상청 기준으로 8월 1일 21시에 대한민국 전라북도 군산시 서쪽 약 66km 부근 해상에서 중심기압 1004hPa의 열대저압부로 소멸하였다고 발표하였다. 2022년 11월 1일에 발표된 일본 기상청의 2022년 제6호 태풍 트라세(TRASES)의 사후해석에서 일본 기상청 기준 열대폭풍의 세력으로 한반도에 상륙한 것이 확정되었고 강풍 반경이 작아졌다. 트라세는 캄보디아에서 제출한 이름으로 딱따구리를 의미한다.

### 제7호 태풍 무란
2022년 제7호 태풍 무란(MULAN)은 8월 9일 15시에 중심기압 996hPa, 최대풍속 18m/s, 강풍 반경 600km(북동쪽 반경)의 열대폭풍으로 중국 잔장시 남남동쪽 약 490km 부근 해상에서 발생하였다.(일본 기상청 태풍 정보 속보치 기준) 발생 이후 추가 발달 없이 북북서진하면서 하이난 섬을 관통한 뒤 서북서진하면서 충저우 해협과 통킹만을 지난 뒤 8월 11일 6시에 중심기압 998hPa, 최대풍속 18m/s, 강풍 반경 560km(북동쪽 반경)의 세력으로 베트남에 상륙하였다. 베트남 상륙 이후 육상마찰로 약화되어서 8월 11일 9시에 베트남 하노이 동북동쪽 약 140km 부근 육상(중국 광시 좡족 자치구 난닝시)에서 중심기압 998hPa의 열대저압부로 소멸하였다고 발표하였다. 무란은 중국에서 제출한 이름으로 목련을 의미한다.

### 제8호 태풍 메아리
2022년 제8호 태풍 메아리(MEARI)는 8월 12일 3시에 중심기압 1004hPa, 최대풍속 18m/s, 강풍 반경 330km(남동쪽 반경)의 열대폭풍으로 일본 도쿄 남남서쪽 약 760km 부근 해상에서 발생하였다.(일본 기상청 태풍 정보 속보치 기준) 발생 이후 북~북북동진하면서 약간 빠르게 발달하였고, 8월 13일 15시에 중심기압 998hPa, 최대풍속 21m/s의 세력으로 일본 시즈오카현 마키노하라시에 상륙하였다. 일본 관통 이후 북동진하며 온대저기압화가 진행되어서, 8월 14일 21시에 일본 삿포로 동쪽 약 690km 부근 해상에서 중심기압 994hPa의 온대저기압으로 변질되었다고 발표하였다.(한국 기상청 기준으로는 중심기압 996hPa의 온대저기압으로 변질되었다.) 메아리는 북한에서 제출한 이름으로 메아리를 의미한다.

### 제9호 태풍 망온(제명)
2022년 제9호 태풍 망온(MA-ON)은 8월 22일 12시에 중심기압 998hPa, 최대풍속 18m/s, 강풍 반경 390km(남쪽 반경)의 열대폭풍으로 필리핀 마닐라 동북동쪽 약 390km 부근 해상에서 발생하였다.(일본 기상청 태풍 정보 속보치 기준) 발생 이후 서~서북서진하며 필리핀 루손 섬을 관통한 뒤 남중국해로 진출한 뒤 발달해서 8월 24일 15시에 중국 홍콩 남동쪽 약 380km 부근 해상(남중국해)에서 중심기압 980hPa, 최대풍속 31m/s의 강한 열대폭풍으로 최성기를 맞이하였다. 최성기 이후 서서히 약화되어서 8월 25일 12시에 중심기압 990hPa, 최대풍속 26m/s의 세력으로 중국 광둥 성 마오밍 시에 상륙하였다. 중국 상륙 이후 육상마찰로 인해 더 약화되어서, 한국 기상청 기준으로는 8월 26일 3시에 베트남 하노이 북북동쪽 약 100km 부근 육상에서 중심기압 996hPa의 열대저압부로 소멸하였다고 발표하였다. 일본 기상청 기준으로는 8월 26일 9시에 베트남 하노이 남서쪽 약 86km 부근 육상에서 중심기압 1000hPa의 열대저압부로 소멸하였다고 발표하였다. 망온은 홍콩에서 제출한 이름으로 말 안장을 의미한다.

### 제10호 태풍 도카게
2022년 제10호 태풍 도카게(TOKAGE)는 8월 22일 12시에 중심기압 1002hPa, 최대풍속 18m/s, 강풍 반경 390km(동쪽 반경)의 열대폭풍으로 일본 도쿄 남동쪽 약 1,690km 부근 해상에서 발생하였다.(일본 기상청 태풍 정보 속보치 기준) 발생 이후 북~북북서진하며 약한 윈드시어로 인해 빠르게 발달하였고, 8월 24일 3시에 일본 도쿄 동남동쪽 약 870km 부근 해상에서 중심기압 970hPa, 최대풍속 39m/s의 '강한' 태풍으로 최성기를 맞이하였다. 최성기 이후 빠르게 북동~북북동진하며 온대저기압화가 진행되었고, 한국 기상청 기준으로는 8월 25일 21시에 일본 삿포로 동쪽 약 1,120km 부근 해상에서 중심기압 992hPa의 온대저기압으로 변질되었다고 발표하였다. 일본 기상청 기준으로는 8월 26일 3시에 일본 삿포로 북동쪽 약 1,345km 부근 해상에서 중심기압 996hPa의 온대저기압으로 변질되었다고 발표하였다. 도카게는 일본에서 제출한 이름으로 별자리 중 도마뱀자리를 의미한다.

### 제11호 태풍 힌남노(제명)
2022년 제11호 태풍 힌남노(HINNAMNOR)는 8월 28일 15시에 중심기압 1004hPa, 최대풍속 18m/s, 강풍 반경 280km(남동쪽 반경)의 열대폭풍으로 일본 오사카 동남동쪽 약 1,660km 부근 해상에서 발생하였다.(일본 기상청 태풍 정보 속보치 기준) 발생 이후 서진하며 약한 윈드시어와 높은 수온으로 인해 급발달하였고, 8월 30일 21시에 일본 오키나와 동쪽 약 560km 부근 해상에서 중심기압 920hPa, 최대풍속 54m/s의 '맹렬한' 태풍으로 1차 최성기를 맞이하였다. 최성기 이후 13W TD를 병합하는 과정에서 후지와라 효과로 인해 서남서진하면서 약해지는 듯 하다가 재발달해서 9월 1일 9시에 대만 타이베이 남동쪽 약 510km 부근 해상에서 중심기압 910hPa, 최대풍속 56m/s의 '맹렬한' 태풍으로 2차 최성기를 맞이하였다. 2차 최성기 이후 계속 서남서진 및 거의 정체하면서 강한 연직시어와 해수 뒤섞임 현상으로 인해 조직이 와해되면서 급약화되었고, 9월 2일부터 북북서진으로 전향하였다. 북북서진으로 전향한 이후 동중국해로 진출하면서 약한 윈드시어와 높은 수온의 환경을 맞이하면서 9월 4일 15시에 대만 타이베이 북동쪽 약 390km 부근 해상(동중국해)에서 중심기압 940hPa, 최대풍속 46m/s의 '매우 강한' 태풍으로 재발달하였다가, 9월 5일에 북위 28도선에서 북동진으로 전향하게 되었고, 건조역과 강한 연직시어로 인해 서서히 약화가 진행되어가면서 한반도로 접근하였다. 대한민국 기상청 기준으로는 9월 6일 4시 50분에 중심기압 950hPa, 최대풍속 43m/s의 세력으로 경상남도 거제시에 상륙하였다고 발표하였다. 일본 기상청 기준으로는 9월 6일 6시에 중심기압 960hPa, 최대풍속 40m/s의 세력으로 부산광역시에 스치듯이 상륙하였다고 발표하였다. 동해상 진출 이후 빠른 속도로 북북동진하며 온대저기압화가 진행되었고, 9월 6일 21시에 일본 삿포로 서북서쪽 약 400km 부근 해상(동해)에서 중심기압 980hPa의 온대저기압으로 변질되었다고 발표하였다. 태풍 힌남노로 인해 일본 오가사와라 제도에 속한 치치지마의 공식 관측소에서 2022년 8월 29일 18시 16분에 순간최대풍속 48.4m/s를 기록하면서, 역대 8월 풍속 관측기록을 경신하였다. 태풍 힌남노로 인해 대한민국 경상북도 울릉군 공식 관측소에서 2022년 9월 6일에 순간최대풍속 43.4m/s를 기록하였다. 태풍 힌남노로 인해 대한민국 부산광역시에서 9월 6일 5시 42분에 해면기압이 959.7hPa까지 떨어졌다. 태풍 힌남노의 영향으로 2022년 9월 6일 대한민국 경상북도 포항시의 일강수량이 342.4mm를 기록하였다. 2022년 11월 24일에 발표된 일본 기상청의 2022년 제11호 태풍 힌남노(HINNAMNOR)의 사후해석에서 9월 6일 6시에 일본 기상청 기준으로 중심기압 965hPa, 최대풍속 36m/s의 세력으로 부산광역시에 상륙한 것이 확정되었다. 힌남노는 라오스에서 제출한 이름으로 라오스에 있는 힌남노 국립보호구역을 의미한다.
.

### 제12호 태풍 무이파
2022년 제12호 태풍 무이파(MUIFA)는 9월 8일 9시에 중심기압 1000hPa, 최대풍속 18m/s, 강풍 반경 165km의 열대폭풍으로 일본 오키나와 남남동쪽 약 1,200km 부근 해상에서 발생하였다.(일본 기상청 태풍 정보 속보치 기준) 발생 이후 서북서~북북서진하면서 발달하였고, 9월 11일 3시에 대만 타이베이 남동쪽 약 470km 부근 해상에서 중심기압 950hPa, 최대풍속 44m/s의 매우 강한 태풍으로 최성기를 맞이하였다. 최성기 이후 느리게 북~북북서진하며 서서히 약화되었고, 9월 12일 12시에 일본 기상청 기준으로 중심기압 965hPa, 최대풍속 41m/s의 세력으로 일본 이시가키섬을 통과하였다. 중심기압이 상승한 것은 일본 기상청에서 이시가키섬의 실측치를 반영한 것으로 추정된다. 일본 이시가키섬 통과 이후 동중국해에 진출해서 거의 정체 및 북진하면서 9월 13일 9시에 일본 기상청 기준으로 중심기압 955hPa, 최대풍속 41m/s의 세력으로 다시 발달하였다. 재발달 이후 북~북북서진하면서 중국에 접근하였고, 9월 15일 3시에 일본 기상청 기준으로 중국 상하이에 중심기압 975hPa, 최대풍속 36m/s의 세력으로 상륙한 이후 중국 동해안을 따라 북북서~북진하며 육상 마찰로 인해 빠르게 약화 및 온대저기압화도 진행되어서, 9월 16일 9시에 중국 칭다오 북북동쪽 약 210km 부근 해상(보하이 만)에서 중심기압 994hPa의 온대저기압으로 변질되었다. 무이파는 마카오에서 제출한 이름으로 매화를 의미한다.

### 제13호 태풍 므르복
2022년 제13호 태풍 므르복(MERBOK)은 9월 12일 9시에 중심기압 998hPa, 최대풍속 18m/s, 강풍 반경 390km(동쪽 반경)의 열대폭풍으로 일본 도쿄 동남동쪽 약 2,640km 부근 해상에서 발생하였다.(일본 기상청 태풍 정보 속보치 기준) 발생 이후 북동~북북서진하면서 발달하였고, 9월 15일 3시에 일본 도쿄 동쪽 약 2,070km 부근 해상에서 중심기압 965hPa, 최대풍속 36m/s의 강한 태풍으로 최성기를 맞이하였다. 최성기 이후 빠른 속도로 북북동진하며 온대저기압화가 진행되어서, 9월 15일 15시에 일본 도쿄 동북동쪽 약 2,410km 부근 해상에서 중심기압 960hPa의 온대저기압으로 변질되었다.(한국 기상청 기준으로는 중심기압 970hPa의 온대저기압으로 변질되었다.) 므르복은 말레이시아에서 제출한 이름으로 점박이목 비둘기를 의미한다.

### 제14호 태풍 난마돌
2022년 제14호 태풍 난마돌(NANMADOL)은 9월 14일 3시에 중심기압 996hPa, 최대풍속 18m/s, 강풍 반경 390km(남동쪽 반경)의 열대폭풍으로 일본 오키나와 동남동쪽 약 1,300km 부근 해상에서 발생하였다.(일본 기상청 태풍 정보 속보치 기준) 발생 이후 북북동~북서진하며 약한 윈드시어와 높은 수온으로 인해 급발달하였고, 9월 17일 3시에 일본 오키나와 동쪽 약 590km 부근 해상에서 중심기압 910hPa, 최대풍속 54m/s의 '맹렬한' 태풍으로 최성기를 맞이하였다. 최성기 이후 북서~북북서진하며 서서히 약화되었고, 9월 18일 13시에 일본 기상청 기준으로 중심기압 930hPa, 최대풍속 46m/s의 세력으로 일본 야쿠섬을 통과한 뒤, 9월 18일 17시에 일본 기상청 기준 중심기압 940hPa, 최대풍속 44m/s의 매우 강한 세력으로 일본 규슈 가고시마현 가고시마시 기모츠키군 미나미오스미초에 상륙하였다.  9월 18일 18시에 일본 기상청 기준 중심기압 940hPa, 최대풍속 44m/s의 세력으로 가고시마만을 통과하였다. 가고시마시에서의 실측치를 일본 기상청에서 반영한 것으로 추정된다. 일본 규슈를 관통하며 육상 마찰로 인해 급약화되었고, 9월 19일 6시에 일본 기상청 기준 중심기압 970hPa, 최대풍속 33m/s의 세력으로 약화되었고 일본 후쿠오카시 부근 육상에서 북동진으로 전향을 시작하였다. 9월 19일 14시에 일본 기상청 기준으로 태풍 난마돌이 동해상에 진출한 뒤 편서풍과 제트기류를 타면서 빠르게 동북동진하며 온대저기압화가 진행되어서, 9월 20일 9시에 일본 센다이 북동쪽 약 230km 부근 해상에서 중심기압 994hPa의 온대저기압으로 변질되었다.(한국 기상청 기준으로는 중심기압 990hPa의 온대저기압으로 변질되었다.) 태풍 난마돌로 인해 2022년 9월 18일 11시 51분에 일본 야쿠섬에서 순간최대풍속 50.9m/s가 기록되었다. 태풍 난마돌로 인해 2022년 9월 18일 13시 10분에 일본 야쿠섬에서 932.3hPa의 해면기압이 관측되었다. 태풍 난마돌로 인해 2022년 9월 18일 19시에 일본 가고시마시에서 940.8hPa의 해면기압이 관측되었다. 미크로네시아에서 제출한 이름으로 미크로네시아의 유적지 '난마돌'을 의미한다.

### 제15호 태풍 탈라스
2022년 제15호 태풍 탈라스(TALAS)는 9월 23일 9시에 중심기압 1000hPa, 최대풍속 18m/s, 강풍 반경 280km(북쪽 반경)의 열대폭풍으로 일본 오사카 남쪽 약 450km 부근 해상에서 발생하였다.(일본 기상청 태풍 정보 속보치 기준) 발생 이후 추가 발달도 없이 바로 북동진으로 전향하면서 상층 한기 남하와 낮은 해수면 온도로 인해 약화되었고, 한국 기상청 기준으로는 9월 24일 3시에 일본 오사카 동남동쪽 약 230km 부근 해상에서 중심기압 1004hPa의 열대저압부로 약화되었다고 발표하였다. 일본 기상청 기준으로는 9월 24일 9시에 일본 오사카 남동쪽 약 241km 부근 해상에서 중심기압 1008hPa의 온대저기압으로 변질되었다고 발표하였다. 탈라스는 필리핀에서 제출한 이름으로 날카로움을 의미한다.

### 제16호 태풍 노루(제명)
2022년 제16호 태풍 노루(NORU)는 9월 23일 15시에 중심기압 1000hPa, 최대풍속 18m/s, 강풍 반경 165km의 열대폭풍으로 필리핀 마닐라 동북동쪽 약 1,150km 부근 해상에서 발생하였다.(일본 기상청 태풍 정보 속보치 기준) 발생 이후 서~서남서진하면서 약한 윈드시어와 높은 수온으로 인해 급발달하였고, 9월 25일 9시에 필리핀 마닐라 동쪽 약 300km 부근 해상에서 일본 기상청 기준으로 중심기압 940hPa, 최대풍속 49m/s의 매우 강한 태풍으로 최성기를 맞이하였다. 최성기 이후 서진하면서 9월 25일 21시에 필리핀 루손 섬에 일본 기상청 기준 중심기압 955hPa, 최대풍속 44m/s의 세력으로 상륙하였다. 필리핀 루손 섬 관통 이후 서진하면서 남중국해로 진출하였다. 남중국해의 높은 수온으로 인해 9월 27일 9시에 일본 기상청 기준 중심기압 950hPa, 최대풍속 44m/s의 세력으로 다시 발달하였다가 베트남 상륙을 앞두고 강한 윈드시어로 인해 급격히 약화되면서 9월 28일 9시에 일본 기상청 기준 중심기압 975hPa, 최대풍속 28m/s의 세력으로 베트남 다낭 부근 해안에 상륙하였다. 베트남 상륙 이후 서진하며 육상 마찰로 인해 급약화되어서, 9월 28일 21시에 베트남 다낭 서쪽 약 450km 부근 육상에서 중심기압 996hPa의 열대저압부로 소멸하였다고 발표하였다. 노루는 대한민국에서 제출한 이름으로 노루를 의미한다.

### 제17호 태풍 꿀랍
2022년 제17호 태풍 꿀랍(KULAP)은 9월 26일 9시에 중심기압 1000hPa, 최대풍속 18m/s, 강풍 반경 280km(동쪽 반경)의 열대폭풍으로 미국 괌 북쪽 약 1,120km 부근 해상에서 발생하였다.(일본 기상청 태풍 정보 속보치 기준) 발생 직후 일본 오가사와라 제도에 직접 영향을 준 뒤 북위 28도에서 북동진으로 전향하였고, 북동~북북동진하면서 온대저기압화가 진행되는 와중에 발달하였고, 9월 29일 9시에 일본 도쿄 동북동쪽 약 1,480km 부근 해상에서 중심기압 970hPa, 최대풍속 31m/s의 강한 열대폭풍으로 최성기를 맞이하였다. 최성기 이후에는 온대저기압화가 더 가속화되어서, 9월 29일 15시에 일본 삿포로 동쪽 약 1,480km 부근 해상에서 중심기압 966hPa의 온대저기압으로 변질되었다.(한국 기상청 기준으로는 중심기압 970hPa의 온대저기압으로 변질되었다.) 꿀랍은 태국에서 제출한 이름으로 장미를 의미한다.

### 제19호 태풍 선까
2022년 제19호 태풍 선까(SONCA)는 10월 14일 15시에 중심기압 998hPa, 최대풍속 18m/s, 강풍 반경 440km(북서쪽 반경)의 열대폭풍으로 베트남 다낭 동남동쪽 약 380km 부근 해상(남중국해)에서 발생하였다.(일본 기상청 태풍 정보 속보치 기준) 발생 이후 추가 발달 없이 서북서진하면서 10월 15일 6시에 중심기압 1002hPa, 최대풍속 18m/s의 세력으로 베트남 꽝응아이성에 상륙한 뒤 육상마찰로 급약화되어서, 10월 15일 9시에 베트남 다낭 남서쪽 약 70km 부근 육상(꽝남 성)에서 중심기압 1004hPa의 열대저압부로 소멸하였다.(한국 기상청 기준으로는 중심기압 1002hPa의 열대저압부로 소멸하였다.) 선까는 베트남에서 제출한 이름으로 종달새를 의미한다.

### 제20호 태풍 네삿
2022년 제20호 태풍 네삿(NESAT)은 10월 15일 15시에 중심기압 998hPa, 최대풍속 18m/s, 강풍 반경 330km(북서쪽 반경)의 열대폭풍으로 필리핀 마닐라 북동쪽 약 610km 부근 해상에서 발생하였다.(일본 기상청 태풍 정보 속보치 기준) 발생 이후 서~서남서진하면서 루손 해협을 지나 남중국해로 진출한 뒤 높은 수온으로 인해 발달하였고, 10월 18일 3시에 중국 홍콩 남쪽 약 370km 부근 해상(남중국해)에서 일본 기상청 기준으로 중심기압 965hPa, 최대풍속 39m/s의 강한 태풍으로 최성기를 맞이하였다. 최성기 이후 서남서~서진하며 강한 연직시어와 건조 공기의 유입으로 인해 약화되어, 10월 20일 15시에 베트남 다낭 북쪽 약 180km 부근 해상(통킹만)에서 중심기압 1008hPa의 열대저압부로 소멸하였다.(한국 기상청 기준으로는 중심기압 1006hPa의 열대저압부로 소멸하였다.) 네삿은 캄보디아에서 제출한 이름으로 낚시를 의미한다.

### 제21호 태풍 하이탕
2022년 제21호 태풍 하이탕(HAITANG)은 10월 18일 15시에 중심기압 1002hPa, 최대풍속 18m/s, 강풍 반경 280km(남동쪽 반경)의 열대폭풍으로 일본 도쿄 동남동쪽 약 1,890km 부근 해상에서 발생하였다.(일본 기상청 태풍 정보 속보치 기준) 발생 이후 추가 발달 없이 북~북북동진하면서 상층 한기 남하와 낮은 해수면 온도로 인해 약화 및 온대저기압화가 진행되어서, 10월 19일 21시에 일본 도쿄 동쪽 약 2,540km 부근 해상에서 중심기압 1008hPa의 온대저기압으로 변질되었다.(한국 기상청 기준으로는 중심기압 1004hPa의 온대저기압으로 변질되었다.) 하이탕은 중국에서 제출한 이름으로 해당화와 꽃사과를 의미한다.

### 제22호 태풍 날개(제명)
2022년 제22호 태풍 날개(NALGAE)는 10월 27일 9시에 중심기압 998hPa, 최대풍속 18m/s, 강풍 반경 440km(남쪽 반경)의 열대폭풍으로 필리핀 마닐라 동남동쪽 약 1,240km 부근 해상에서 발생하였다.(일본 기상청 태풍 정보 속보치 기준) 발생 이후 서~서북서진하면서 발달하였고, 10월 29~30일에 중심기압 985hPa, 최대풍속 25m/s, 강풍 반경 650km의 세력으로 필리핀 마닐라를 포함한 필리핀 중부와 북부 지역을 관통하였다. 필리핀 관통 이후 남중국해에 진출한 뒤 서남서~북북서진하면서 다시 발달하였고, 10월 31일 15시에 필리핀 마닐라 북서쪽 약 560km 부근 해상(남중국해)에서 일본 기상청 기준으로 중심기압 975hPa, 최대풍속 31m/s의 강한 열대폭풍으로 최성기를 맞이하였다. 최성기 이후 북~북북서진하면서 강한 연직시어와 건조 공기의 유입으로 인해 약화되어, 11월 3일 9시에 중국 홍콩 서남서쪽 약 60km 부근 해상(남중국해)에서 중심기압 1010hPa의 열대저압부로 소멸하였다.(한국 기상청 기준으로는 중심기압 1004hPa의 열대저압부로 소멸하였다.) 날개는 북한에서 제출한 이름으로 날개를 의미한다.

### 제23호 태풍 바냔
2022년 제23호 태풍 바냔(BANYAN)은 10월 31일 3시에 중심기압 1002hPa, 최대풍속 18m/s, 강풍 반경 95km(남쪽 반경)의 열대폭풍으로 팔라우 북동쪽 약 94km 부근 해상에서 발생하였다.(일본 기상청 태풍 정보 사후 해석 반영) 발생 이후 10월 31일 9시에 팔라우 남서쪽 약 67km 부근 해상에서 중심기압 1002hPa, 최대풍속 21m/s의 열대폭풍으로 최성기를 맞이하였다. 최성기 이후 강한 연직시어로 인해 약화되어서, 11월 1일 9시에 팔라우 서쪽 약 530km 부근 해상에서 중심기압 1006hPa의 열대저압부로 소멸하였다.(한국 기상청 기준으로는 중심기압 1004hPa의 열대저압부로 소멸하였다.) 2023년 1월 17일에 발표된 일본 기상청의 2022년 제23호 태풍 바냔(BANYAN)의 사후해석에서 최성기 세력이 중심기압 1002hPa, 최대풍속 21m/s의 세력으로 상향되었으나, 강풍 반경이 작아졌고 발생 시각이 10월 31일 3시로 앞당겨졌다. 바냔은 홍콩에서 제출한 이름으로 반얀나무를 의미한다.

### 제24호 태풍 야마네코
2022년 제24호 태풍 야마네코(YAMANEKO)는 11월 12일 21시에 중심기압 1006hPa, 최대풍속 18m/s, 강풍 반경 220km(동쪽 반경)의 열대폭풍으로 일본 도쿄 동남동쪽 약 2,990km 부근 해상에서 발생하였다.(일본 기상청 태풍 정보 속보치 기준) 발생 이후 추가 발달 없이 북동~북진하다가 강한 연직시어로 인해 약화되어서, 11월 14일 15시에 일본 도쿄 동남동쪽 약 2,780km 부근 해상에서 중심기압 1006hPa의 열대저압부로 소멸하였다.(한국 기상청 기준으로는 중심기압 1002hPa의 열대저압부로 소멸하였다.) 야마네코는 일본에서 제출한 이름으로 별자리 중 살쾡이자리를 의미한다.

### 제25호 태풍 파카르
2022년 제25호 태풍 파카르(PAKHAR)는 12월 11일 21시에 중심기압 1000hPa, 최대풍속 18m/s, 강풍 반경 165km의 열대폭풍으로 필리핀 마닐라 동북동쪽 약 700km 부근 해상에서 발생하였다.(일본 기상청 태풍 정보 속보치 기준) 발생 이후 북동진하면서 약한 윈드시어와 높은 수온으로 인해 빠르게 발달하였고, 12월 12일 3시에 중심기압 998hPa, 최대풍속 21m/s의 세력으로 필리핀 마닐라 북동쪽 약 810km 부근 해상에서 최성기를 맞이하였다. 최성기 이후 북동~동진하며 온대저기압화가 진행되었고, 전선에 흡수되기 시작하면서, 12월 13일 3시에 일본 오키나와 남동쪽 약 850km 부근 해상에서 중심기압 1004hPa의 온대저기압으로 변질되었다고 발표하였다. 파카르는 라오스에서 제출한 이름으로 메콩강에 서식하는 민물고기의 한 종류이다.

## 같이 보기
- 2022년 동태평양 허리케인
- 2022년 북인도양 사이클론
- 2022년 북대서양 허리케인
- 2022년 북서태평양 열대저압부
- 2022년 북인도양 저기압
- 2022~2023년 오스트레일리아 근해 사이클론
- 2022~2023년 남서인도양 사이클론
- 2022~2023년 남태평양 사이클론